# Olaf Mayer
Olaf Mayer (* 18. Februar 1961) ist ein ehemaliger österreichischer Amateurboxer im Schwergewicht (81–91 kg) und Superschwergewicht (+ 91 kg).

## Karriere als Boxer
Mayer war während seiner Wettkampfkarriere rund 1,86 m groß. Er wurde von 1979 bis 1982 viermal in Folge Österreichischer Meister im Schwergewicht sowie 1983 Österreichischer Meister im Superschwergewicht. Im Dezember 1979 wurde er in Yokohama Vize-Weltmeister der Junioren im Schwergewicht. Er unterlag erst im Finale dem US-Amerikaner Marvis Frazier, Sohn von Boxlegende Joe Frazier. 
Beim Chemiepokal im März 1982 in Halle erreichte er nach Halbfinalniederlage gegen Jürgen Fanghänel den 3. Platz. Bei der Weltmeisterschaft im Mai desselben Jahres in München unterlag er gegen den Russen Alexander Jagubkin.
Bei der Europameisterschaft im Mai 1983 im bulgarischen Warna verlor er im Viertelfinale gegen Alexander Miroschnitschenko. Im August 1983 gewann er die Militär-Weltmeisterschaft der CISM in Bangkok.
1984 nahm er im Superschwergewicht an den 23. Olympischen Sommerspielen in Los Angeles teil. Er war Österreichs erster Boxer dieser Gewichtsklasse bei Olympischen Spielen, nach ihm trat für Österreich nur noch Biko Botowamungu 1988 in dieser Gewichtsklasse an. Mayer traf im ersten Kampf auf den Deutschen Peter Hussing, dem er nach Punkten unterlag.
Weitere Erfolge bei international besetzten Turnieren (Auswahl):
- Januar 1981: 1. Platz bei den Stockholm Box Open in Stockholm
- 1981: 1. Platz beim 7. Acropolis Cup in Athen
- Januar 1982: 1. Platz bei den Stockholm Box Open in Stockholm
- April 1983: 2. Platz bei der 3. Trofeo Italia in Venedig
- April 1983: 2. Platz beim 3. Intercup in West-Berlin
- November 1983: 1. Platz beim 4. Copenhagen Cup in Kopenhagen
- Dezember 1983: 1. Platz beim Norway Cup in Tønsberg
- April 1984: 3. Platz bei den 9. French Open in Saint-Nazaire

## Nach dem Boxen
Mayer beendete 1987 seine Karriere und hatte bis dahin 220 Kämpfe bestritten. Er trat dann in die Bundesgendarmerie ein.